# Sven Liesegang
Sven Liesegang (* 1. Juli 1969) ist ein deutscher Handballtrainer und ehemaliger Handballspieler.

## Karriere

### Karriere als Spieler
Der 1,92 m große Allrounder im Rückraum, der vornehmlich als Spielmacher eingesetzt wurde, kam 1983 als Jugendspieler zum SC Magdeburg. Gegen Ende der 1980er Jahre rückte er als größtes Talent seines Jahrganges in die erste Mannschaft auf. Bis 2002 sollte er dieser angehören. Dabei gewann er unter anderem die Champions League (2002), zwei Meistertitel (1991 und 2001), zweimal den Pokal (1990 und 1996) und zweimal den EHF-Pokal (1999, 2001). Für den SCM absolvierte Liesegang 293 Spiele in der Bundesliga, in denen er 591 Tore (davon 60 per Siebenmeter) erzielte. 2002 wechselte er zum Bundesligisten Frisch Auf Göppingen. Nach einer Saison in Göppingen endete seine Bundesliga-Karriere. Er wechselte 2003 zum SV Anhalt Bernburg.
Später war er bis 2008 Spielertrainer beim Regionalligisten Eintracht Glinde.

### Karriere als Trainer
2008 wurde Liesegang Nachwuchskoordinator des SC Magdeburg und betreute ab Januar bis Juni 2010 interimsweise die erste Mannschaft. Im Sommer 2010 übernahm er das Traineramt vom Drittligisten SV Anhalt Bernburg. Von Saisonbeginn 2013 bis Februar 2014 war Liesegang Trainer des Drittligisten Dessau-Roßlauer HV. Ab August 2014 trainierte er den Oberligisten HC Einheit Plauen. Im Sommer 2017 übernahm Liesegang das Traineramt vom niedersächsischen Oberligisten Handballfreunde Helmstedt-Büddenstedt, jedoch musste er diese Tätigkeit im September 2017 aus privaten Gründen beenden. Ab November 2017 trainierte er den Oberligisten HV Rot-Weiss Staßfurt. Ab 2019 ist er als Trainer der SG OSF Berlin (SG OSC Schöneberg-Friedenau) tätig.

## Sonstiges
Liesegang ist gelernter Bankkaufmann.